# Старомаклаушинское сельское поселение
Старомакла́ушинское се́льское поселе́ние — муниципальное образование в составе Майнского района Ульяновской области. Административный центр — посёлок Старые Маклауши. 

## Население
| 2010  | 2012  | 2013  | 2014  | 2015  | 2016  | 2017  |
| ----- | ----- | ----- | ----- | ----- | ----- | ----- |
| 1537  | ↘1500 | ↘1472 | ↘1455 | ↘1419 | ↘1372 | ↘1329 |
| 2018  | 2019  | 2020  | 2021  |       |       |       |
| ↘1287 | ↘1251 | ↘1230 | ↘1115 |       |       |       |

## Состав сельского поселения
В состав поселения входят 5 населённых пунктов: 4 села и 1 посёлок.
| № | Населённый пункт | Тип населённого пункта       | Население |
| - | ---------------- | ---------------------------- | --------- |
| 1 | Новые Маклауши   | село                         | 419       |
| 2 | Старые Маклауши  | село, административный центр | 492       |
| 3 | Труд             | посёлок                      | 78        |
| 4 | Чирикеево        | село                         | 308       |
| 5 | Чуфарово         | село                         | 240       |